# El Tiro
El Tiro är en ort i Mexiko.   Den ligger i kommunen Concordia och delstaten Sinaloa, i den centrala delen av landet, 800 km nordväst om huvudstaden Mexico City. El Tiro ligger 287 meter över havet och antalet invånare är 164.
Terrängen runt El Tiro är kuperad. Runt El Tiro är det glesbefolkat, med 13 invånare per kvadratkilometer. Närmaste större samhälle är Santa Catarina, 17,5 km söder om El Tiro. I omgivningarna runt El Tiro växer i huvudsak lövfällande lövskog.